# Erik Pieters
Erik Pieters (Enspijk, 7 de agosto de 1988) es un futbolista neerlandés. Juega de defensa y se encuentra sin equipo tras abandonar el Derby County F. C.

## Biografía
Pieters empezó su carrera futbolística en las categorías inferiores del F. C. Utrecht, hasta que en 2006 debuta con la primera plantilla del club. Fue el 19 de agosto en un partido contra el Willem II Tilburg.
El 9 de julio de 2008 es fichado por el PSV Eindhoven, club que realizó un desembolso económico de 2,5 millones de euros para poder hacerse con sus servicios. Con el PSV se proclamó campeón de la Supercopa ese mismo verano.
El 29 de junio de 2013 se hizo oficial su traspaso al Stoke City.

## Selección nacional
Debutó con la selección nacional de fútbol de los Países Bajos, y también con la sub-21, con la que disputó la Eurocopa sub-21 de 2007, que se celebró en los Países Bajos.

## Clubes
| Club                       | País         | Año       |
| -------------------------- | ------------ | --------- |
| F. C. Utrecht              | Países Bajos | 2006-2008 |
| PSV Eindhoven              | Países Bajos | 2008-2013 |
| Stoke City F. C.           | Inglaterra   | 2013-2019 |
| Amiens S. C. (cedido)      | Francia      | 2019      |
| Burnley F. C.              | Inglaterra   | 2019-2022 |
| West Bromwich Albion F. C. | Inglaterra   | 2022-2024 |
| Luton Town F. C.           | Inglaterra   | 2024-2025 |
| Derby County F. C.         | Inglaterra   | 2025      |

## Palmarés

### Títulos nacionales
| Título                        | Club          | País         | Año  |
| ----------------------------- | ------------- | ------------ | ---- |
| Supercopa de los Países Bajos | PSV Eindhoven | Países Bajos | 2008 |
| Copa de los Países Bajos      | PSV Eindhoven | Países Bajos | 2012 |
| Supercopa de los Países Bajos | PSV Eindhoven | Países Bajos | 2012 |

### Títulos internacionales
| Título          | Club (*)            | Sede         | Año  |
| --------------- | ------------------- | ------------ | ---- |
| Eurocopa Sub-21 | Países Bajos sub-21 | Países Bajos | 2007 |

(*) Incluyendo la selección.